# フィデリオ (小惑星)
フィデリオ (524 Fidelio) は、小惑星帯の中心付近に位置する、直径71kmほどのやや大きな小惑星である。金属と炭素化合物の両方を含み、スペクトル分類はXCである。
マックス・ヴォルフがハイデルベルクで発見し、ルートヴィヒ・ヴァン・ベートーヴェンのオペラ『フィデリオ』にちなんで命名された。
2005年12月に茨城県で掩蔽が観測された。